# Diplacrum pygmaeopsis
Diplacrum pygmaeopsis là loài thực vật có hoa trong họ Cói. Loài này được (J.Kern) T.Koyama mô tả khoa học đầu tiên năm 1967.